# Liste der Kulturdenkmäler in Leuderode
Die folgende Liste enthält die in der Denkmaltopographie ausgewiesenen Kulturdenkmäler auf dem Gebiet des Ortsteils Leuderode der Gemeinde Frielendorf, Schwalm-Eder-Kreis, Hessen.
Hinweis: Die Reihenfolge der Denkmäler in dieser Liste orientiert sich an der Anschrift, alternativ ist sie auch nach der Bezeichnung oder der Bauzeit sortierbar.
Kulturdenkmäler werden fortlaufend im Denkmalverzeichnis des Landes Hessen durch das Landesamt für Denkmalpflege Hessen auf Basis des Hessischen Denkmalschutzgesetzes (HDSchG) geführt. Die Schutzwürdigkeit eines Kulturdenkmals hängt nicht von der Eintragung in das Denkmalverzeichnis des Landes Hessen oder der Veröffentlichung in der Denkmaltopographie ab.

| Bild                                   | Bezeichnung                            | Lage                                                | Beschreibung                                        | Bauzeit                | Daten |
| -------------------------------------- | -------------------------------------- | --------------------------------------------------- | --------------------------------------------------- | ---------------------- | ----- |
| weitere Bilder                         | Evangelische Filialkirche              | LageFlur: 9, Flurstück: 28                          | Im Kern mittelalterlicher Saalbau.                  | Mittelalter            |       |
| Fachwerkhaus Heinrich-Ruppel-Straße 15 | Fachwerkhaus Heinrich-Ruppel-Straße 15 | Heinrich-Ruppel-Straße 15 LageFlur: 9, Flurstück: 1 | Zweigeschossiges Fachwerkhaus mit Mansarddach.      | um 1800                |       |
| Ernhaus Toracker Straße 2              | Ernhaus Toracker Straße 2              | Toracker Straße 2 LageFlur: 9, Flurstück: 80/1      | Ehemaliges Ernhaus mit seitlichem Wirtschaftsteil.  | 1803                   |       |
| Wohnhaus Toracker Straße 8             | Wohnhaus Toracker Straße 8             | Toracker Straße 8 LageFlur: 9, Flurstück: 73        | Rückwärtiges Wohnhaus einer dreiseitigen Hofanlage. | Spätes 18. Jahrhundert |       |